# Brudstykker af et filmmønster
Brudstykker af et filmmønster er en dansk dokumentarfilm og kompilationsfilm fra 1980 med instruktion og manuskript af Svend Aage Lorentz efter manuskript af Svend Aage Lorentz.

## Handling
Citat fra filmens start: "Under den tyske besættelse af Danmark, fra den 9. april 1940 til den 5. maj 1945, var der lukket for import af film fra de allierede lande. Det var medvirkende til, at de danske filmproducenter i disse år fordoblede produktionen, og der dannedes et spændende filmmønster med en blanding af god og dårlig underholdning - og med en spirende filmkunst". Fra dette udgangspunkt bevæger filmen sig gennem tiden med klip fra følgende spillefilm: Jens Langkniv (1940), Alle går rundt og forelsker sig (1941), Afsporet (1942), Når man kun er ung (1943), Otte akkorder (1944) og Teatertosset (1944).